# Culbertson (Montana)
Culbertson es un pueblo ubicado en el condado de Roosevelt en el estado estadounidense de Montana. En el Censo de 2010 tenía una población de 714 habitantes y una densidad poblacional de 460,23 personas por km². Se encuentra situado en la orilla norte del río Misuri.

## Geografía
Culbertson se encuentra ubicado en las coordenadas 48°8′50″N 104°30′55″O / 48.14722, -104.51528. Según la Oficina del Censo de los Estados Unidos, Culbertson tiene una superficie total de 1.55 km², de la cual 1.55 km² corresponden a tierra firme y (0%) 0 km² es agua.

## Demografía
Según el censo de 2010, había 714 personas residiendo en Culbertson. La densidad de población era de 460,23 hab./km². De los 714 habitantes, Culbertson estaba compuesto por el 88.94% blancos, el 0.28% eran afroamericanos, el 6.3% eran amerindios, el 0.14% eran asiáticos, el 0% eran isleños del Pacífico, el 0.98% eran de otras razas y el 3.36% pertenecían a dos o más razas. Del total de la población el 1.68% eran hispanos o latinos de cualquier raza.